# Сараха (посёлок)
Сараха — посёлок в Кетченеровском районе Калмыкии, в составе Чкаловского сельского муниципального образования.
Население - 84 (2012)

## История
Дата основания населённого пункта не установлена. Предположительно оседлый посёлок, как и другие населённые пункты района, был основан в 1920-х при переходе калмыков к оседлости. С 1930 по 1938 год относился к Сарпинскому улусу. В 1938 году включён в состав Кетченеровского улуса Калмыцкой АССР
В 1933 году с центральной усадьбой в посёлке Сараха был организован совхоз № 13 (им. Юркина). Началось строительство жилых и производственных помещений. Первые жители посёлка жили в кибитках и в саманных домах. Затем был открыт небольшой кирпичный завод, который стал производить кирпич для строительства жилых и хозяйственных объектов. В начале 1938 года совхозу присвоили имя лётчика Валерия Чкалова.
28 декабря 1943 года калмыцкое население было депортировано, посёлок, как и другие населённые пункты Кетченеровского улуса Калмыцкой АССР, был передан Астраханской области. В период депортации посёлок входил в состав Никольского района Астраханской области. На карте Астраханской области 1956 года отмечен как "к сел. им. Чкалова". После депортации калмыков посёлок был преобразован в ферму № 1 совхоза имени Чкалова (центральная усадьба совхоза разместилась в современном посёлке Чкаловский. 
Калмыцкое население стало возвращаться после отмены ограничений по передвижению в 1956 году. Посёлок возвращён вновь образованной Калмыцкой автономной области в 1957 году. 

## Физико-географическая характеристика
Посёлок расположен в северной части Кетченеровского района в пределах Приергенинской равнины, являющейся частью Прикаспийской низменности. Центр посёлка расположен на высоте около 2 метров над уровнем моря. Рельеф местности равнинный, однако развиты формы мезо- и микрорельефа - бугры, бугорки, западины и др. В границах посёлка имеется небольшой пересыхающий водоём. Почвы - солонцы луговатые (полугидроморфные).
Автомобильной дорогой с твёрдым покрытием посёлок Сараха связан с расположенным южнее посёлком  Чкаловский и региональной автодорогой Кетченеры - Иджил - Солёное Займище (9 км). По автомобильным дорогам расстояние до столицы Калмыкии города Элиста составляет 150 км, до районного центра посёлка Кетченеры - 37 км. 
Климат
Согласно классификации климатов Кёппена-Гейгера посёлок находится в зоне семиаридного климата (Bsk). Среднегодовая температура положительная и составляет +9,4 °С, средняя температура самого холодного месяца января -6,2 °С, самого жаркого месяца июля + 25,1 °С. Многолетняя норма осадков - 312 мм. В течение года количество выпадающих атмосферных осадков распределено относительно равномерно: наименьшее количество выпадает в феврале-апреле (по 19 мм), наибольшее - в июне (35 мм). 
Часовой пояс
Сараха, как и вся Республика Калмыкия, находится в часовой зоне МСК (московское время). Смещение применяемого времени относительно UTC составляет +3:00.

## Население
| 1989 |
| ---- |
| ≈110 |

| 2002 | 2010 | 2012 |
| ---- | ---- | ---- |
| 56   | ↗83  | ↗84  |

Национальный состав
Согласно результатам переписи 2002 года большинство населения посёлка составляли калмыки (98 %)